# Sahara Marroquí
Sáhara marroquí, Provincias Meridionales o Provincias del Sur son los nombres que emplea el gobierno de Marruecos para referirse al Sáhara Occidental, territorio que ocupa en un 80 %.

## Historia
Tras los Acuerdos de Madrid con España en 1975, Marruecos ocupó militarmente Saguía el Hamra, y la parte norteña de Río de Oro, mientras que Mauritania tomó el control de la parte restante del Río de Oro bajo el nombre de Tiris al-Gharbiyya. Gran parte de los habitantes del territorio huyó hacia la frontera de Argelia, y el Frente Polisario proclamó la República Árabe Saharaui Democrática (RASD) y comenzó una guerra de guerrillas para conseguir la independencia del territorio. Esto hizo que Mauritania abandonara el territorio en 1979. Marruecos entonces procedió a tomar el control total de la parte restante de Río de Oro.
Desde 1991, gracias al alto el fuego patrocinado por Naciones Unidas, la mayor parte del territorio es administrado actualmente por Marruecos. Por su parte el Polisario afirma controlar el resto, que está casi despoblado. La línea del alto el fuego corresponde al denominado muro marroquí.
La República Árabe Saharaui Democrática ha sido reconocida por 82 países, muchas de ellas árabes y es un miembro de pleno derecho de la Unión Africana. No obstante la soberanía marroquí sobre el territorio es reconocida explícitamente por la Liga Árabe, apoyándose en mapas y apoyado por algunos otros estados.
Administrativamente, Marruecos divide el territorio bajo su control en tres unidades administrativas o wilayas, para las cuales se han diseñado banderas y escudos, Esmara y El Aaiún.
Hubo más cambios en el territorio en 1983, cuando el área paso a formar cuatro wilayas con la anexión de Villa Cisneros. En 1990 fue anexionado también Wadi al-Dhahab (Río de Oro).

## Organización territorial de Marruecos en el Sahara Occidental
- Región de Dajla-Río de Oro
  - Provincia de Auserd
  - Provincia de Río de Oro-Dajla

Una provincia administrativa establecida en Marruecos, la sombra de la provincia del sur es el área de control RASD

- Región de El Aaiún-Saguía el-Hamra
  - Provincia de Bojador
  - Provincia de El Aaiún
  - Provincia de Tarfaya
  - Provincia de Esmara
- Región de Guelmim-Río Noun
  - Provincia de Assa-Zag